# Кононівка (село, Золотоніський район)
Кононі́вка — село в Україні, у Золотоніському районі Черкаської області. Входить до складу Шрамківської сільської громади.
Населення — 841 особа (на 2001 рік).
Село розташоване на півночі області, на рівнинному просторі, у верхній течії річки Чумгак за 27 км від селища Драбів.
На території села розташована залізнична станція Кононівка.

## Історія
Місцем, де зараз с. Кононівка, в середині XVII століття володів мешканець с. Коломієць на ім'я Конон. Займанщина ця була відома під назвою "Кононового Яру". Оцей Яр Конон продав за 50 талярів Лубенському полковнику Леонтію Назаровичу Свічці за актом, засвідченим на Пирятинському уряді 3 квітня 1658 р. Після Леонтія Свічки Кононівським Яром довгий час володів його син Лук'ян. 1731 р. вересня 3 дня Лук'ян Л. Свічка продав цей Яр за 1200 золотих генеральному обозному Якову Лизогубу. В акті зазначено, що проданий Кононівський яр з прилеглими до нього розділами знаходиться в Лубенському полку, Пирятинській сотні, простягається він від гатки Леонтія Полуботка, що знаходиться під Шелехівкою, яку він вигатив для свого переїзду, аж до гребельки Кононівської, а від гребельки до самої вершини того яру. При кінці яр, від с. Журавки Переяславського монастиря, ченці того монастиря та інші люди за дозволом Лук'яна Свічки було косять сіно. Купивши Кононів яр Лизогуб в скорому часі, напевно населив сучасне село Кононівку.
У час революційних подій 1905—1907 років тут мали місце селянські виступи проти поміщика.

### Кононівка в радянські часи
Село постраждало внаслідок геноциду українського народу, проведеного урядом СРСР 1932—1933 та 1946—1947 роках.
В боях проти нацистів у роки радянсько-німецької війни брали участь 255 жителів села, з них 155 відзначено бойовими нагородами. На честь 148 загиблих односельців споруджено обеліск Слави. На могилі воїнів, які полягли під час відвоювання Кононівки у гітлерівців, встановлено пам'ятник.
Станом на 1972 рік селі проживало  1194 особи. Тут була розміщена центральна садиба колгоспу ім. Коцюбинського, який мав в користуванні 1,8 тисяч га земельних угідь, у тому числі орної землі — 1,5 тисяч га. Напрям господарства був зерновий з розвинутим м'ясо-молочним тваринництвом. Працювали відділення «Сільгосптехніки», цегельний завод, хлібоприймальний пункт.
На той час у селі працювали восьмирічна школа, де навчалося 158 учнів, будинок культури на 350 місць, 2 бібліотеки з книжковим фондом 11 тисяч примірників, філія зв'язку, медпункт, 2 магазини, чайна, майстерня пошиття одягу.

## Населення

### Мова
Розподіл населення за рідною мовою за даними перепису 2001 року:
| Мова            | Кількість | Відсоток |
| --------------- | --------- | -------- |
| українська      | 827       | 98.34%   |
| російська       | 13        | 1.54%    |
| інші/не вказали | 1         | 0.12%    |
| Усього          | 841       | 100%     |

## Видатні люди

### Тарас Шевченко
У XIX ст. Кононівка, з її землями, маєтністю і душами до царського указу про розкріпачення 1861 року включно, належала потомку української козацького старшини Платону Лукашевичу. Володів він, зокрема, чотирма тисячами десятин землі, і перед рівними йому хотів виглядати освіченою, культурною людиною. Якось навіть перебуваючи в Яготині, що за 20 верств від Кононівки, у тамтешнього поміщика — князя Репніна, де гостював Тарас Шевченко, малюючи портрети дочки вельможі, пан Лукашевич умовив поета відвідати його Кононівку. Коли хазяїн та гість увійшли до передпокою маєтку, молодий слуга заснув на ослоні, і не кинувся по-лакейськи запопадливо зустрічати панів. Гнівний Лукашевич тут же заходився лупцювати винуватця по щоках. Побачивши усе це, Шевченко спохмурнів, миттю розвернувся і вийшов з покоїв. Лукашевич кинувся навздогін за ним, перехопив аж біля воріт обійстя, уклінно просив пробачити його недостойний учинок, повернутися до маєтку. Одначе Т. Шевченко спересердя зло махнув рукою і подався до Яготина пішки.

### Євген Чикаленко
Про цей випадок у своїй біографії згадував великий поет, проте не вказав, де це сталося конкретно. 1924 року вперше опублікувавши свій твір, озаглавлений «Спогади, щоденники, листуваннє», визначний громадський діяч, благодійник, меценат української культури, видавець і публіцист Євген Харламович Чикаленко, який на початку 1890-х років відкупив у дочки Лукашевича, котра мешкала у Петербурзі, 1200 десятин землі, а також маєток на десять кімнат, і поселився в Кононівці, розповів, що, за переказами його односельців, ця курйозна пригода сталася саме тут, у Кононівці. Вправний господарник, Є. Чикаленко дуже швидко свої нові володіння перетворив у зразкові, де почали родити високі врожаї зернових і технічних культур, високою стала рентабельність тваринництва. Колосисті кононівські поля вражали всіх своєю красою і урожайною силою. Вони надихнули письменника Михайла Коцюбинського, який приїздив у гості до Євгена Чикаленка, на створення унікальної за своєю художньою, образною, настроєвою силою ліричної-психологічної новели «Intermezzo», яка є шедевром української художньої літератури. Це зразок поезії в прозі.
Частим гостем тодішньої Кононівки і її господаря бував відомий громадсько-культурний діяч, письменник, лексикограф, етнограф, історик, автор «Словника української мови» Борис Грінченко. До маєтку Є. Чикаленка навідувалися етнограф, фольклорист, громадський діяч Олександр Русов, редактор «Киевской старины» Володимир Науменко, редактор газет «Громадська думка», а потім «Рада»  — Федір Матушевський. Приїжджав на відпочинок до Кононівки великий поет Олександр Олесь. Гостювали — меценати Василь Симиренко, Леонід Жебуньов, Володимир Леонтович. У кононівському маєтку Є. Чикаленка провідували історик, письменник, майбутній міністр закордонних справ УНР в уряді Павла Скоропадського — Дмитро Дорошенко, майбутній письменник Богдан-Валеріан Ярушевський та інші відомі люди першої половини двадцятого століття.
Саме в Кононівці, на основі закладених тут дослідів, у полях і на фермах Євген Чикаленко написав заключну частину матеріалів свого п'ятитомника сільськогосподарських порад «Розмови про сільське господарство». 1897 року ця популярна хліборобська енциклопедія видана 500-тисячним накладом і роздана сільським хазяям. У своїх «Спогадах» Євген Чикаленко розповів про багатьох із селян Кононівки.